# Leichtathletik-Weltmeisterschaften 1987/Marathon der Frauen

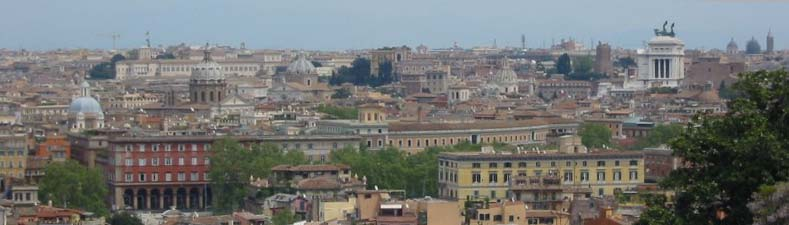
Panoramablick auf die Stadt Rom im Jahr 2004

Der Marathonlauf der Frauen der Frauen bei den Leichtathletik-Weltmeisterschaften 1987 wurde am 29. August 1987 in der Straßen der italienischen Hauptstadt Rom ausgetragen.
Weltmeisterin wurde die zweifache Europameisterin (1982/1986) Rosa Mota aus Portugal. Sie gewann vor der sowjetischen Läuferin Soja Iwanowa. Bronze ging an die Französin Jocelyne Villeton.

## Rekorde / Bestleistungen

### Bestehende Rekorde / Bestleistungen
| Weltbestleistung         | 2:21:06 h | Ingrid Kristiansen | London-Marathon, Großbritannien | 21. April 1985 |
| Weltmeisterschaftsrekord | 2:28:09 h | Grete Waitz        | WM in Helsinki                  | 7. August 1983 |

Anmerkung:
Rekorde wurden damals im Marathonlauf und Straßengehen wegen der unterschiedlichen Streckenbeschaffenheiten mit Ausnahme von Meisterschaftsrekorden nicht geführt.

### Rekordverbesserung
Weltmeisterin Rosa Mota aus Portugal verbesserte den bestehenden WM-Rekord im Rennen am 29. August um 2:52 Minuten auf 2:25:17 h.

## Ergebnis

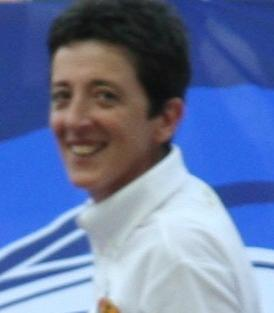
Weltmeisterin Rosa Mota (auf dem Foto im Jahr 2008)

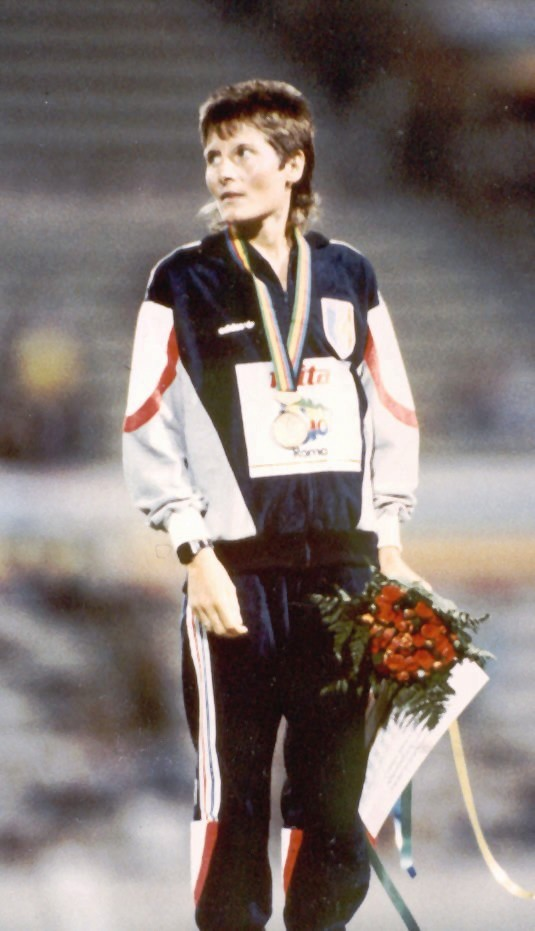
Bronzemedaillengewinnerin Jocelyne Villeton (auf dem Podium hier in Rom)

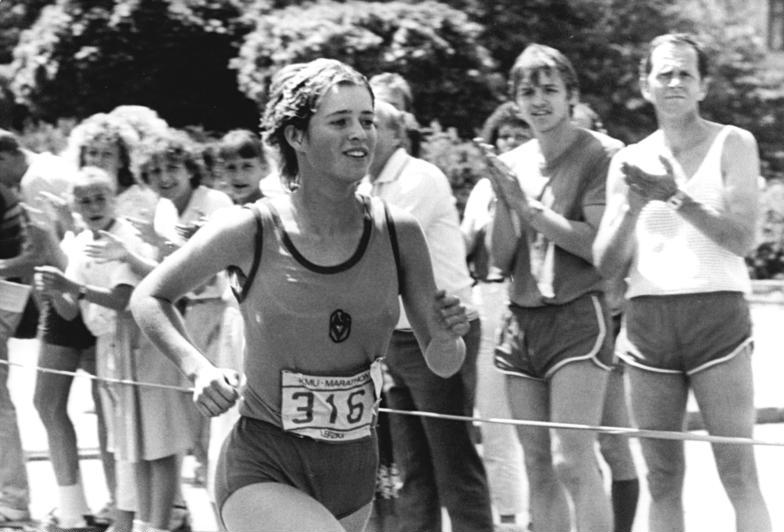
Uta Pippig – Rang vierzehn

29. August 1987
| Platz | Athletin                  | Land           | Zeit (h)   |
| ----- | ------------------------- | -------------- | ---------- |
|       | Rosa Mota                 | Portugal       | 2:25:17 CR |
|       | Soja Iwanowa              | Sowjetunion    | 2:32:38    |
|       | Jocelyne Villeton         | Frankreich     | 2:32:53    |
| 04    | Bente Moe                 | Norwegen       | 2:33:21    |
| 05    | Alena Zuchlo              | Sowjetunion    | 2:33:55    |
| 06    | Kazjaryna Chramenkawa     | Sowjetunion    | 2:34:23    |
| 07    | Nancy Ditz                | USA            | 2:34:54    |
| 08    | Sinikka Keskitalo         | Finnland       | 2:35:16    |
| 09    | Karolina Szabó            | Ungarn         | 2:36:18    |
| 10    | Miyuki Yamashita          | Japan          | 2:36:55    |
| 11    | Angie Pain                | Großbritannien | 2:38:12    |
| 12    | Antonella Bizioli         | Italien        | 2:38:52    |
| 13    | Mercedes Calleja          | Spanien        | 2:38:58    |
| 14    | Uta Pippig                | DDR            | 2:39:30    |
| 15    | Agnes Pardaens            | Belgien        | 2:39:52    |
| 16    | Odette Lapierre           | Kanada         | 2:40:20    |
| 17    | Paula Fudge               | Großbritannien | 2:42:42    |
| 18    | Genoveva Eichenmann       | Schweiz        | 2:43:07    |
| 19    | Maria Luisa Irizar        | Spanien        | 2:43:54    |
| 20    | Emma Scaunich             | Italien        | 2:44:32    |
| 21    | Evy Palm                  | Schweden       | 2:44:41    |
| 22    | Veronique Marot           | Großbritannien | 2:45:02    |
| 23    | Gabriela Wolf             | BR Deutschland | 2:45:13    |
| 24    | Christine Kennedy         | Irland         | 2:45:47    |
| 25    | Hazel Stewart             | Neuseeland     | 2:48:41    |
| 26    | Eriko Asai                | Japan          | 2:48:44    |
| 27    | Marcianne Mukamurenzi     | Ruanda         | 2:49:38    |
| 28    | Rita Borralho             | Portugal       | 2:52:26    |
| 29    | Dorothy Goertzen          | Kanada         | 2:53:11    |
| 30    | Cornelia Melis            | Aruba          | 2:59:31    |
| 31    | Gina Coello               | Honduras       | 3:01:53    |
| 32    | Maria del Pilar Menendez  | Guatemala      | 3:16:20    |
| 33    | Juli Ogbourn              | Guam           | 3:50:56    |
| DNF   | Cathy Twomey              | USA            |            |
| DNF   | Lisa Martin               | Australien     |            |
| DNF   | Renata Kokowska           | Polen          |            |
| DNF   | Kimberly Rosenquist-Jones | USA            |            |
| DNF   | Maria Rebelo              | Frankreich     |            |
| DNF   | Rita Marchisio            | Italien        |            |
| DNF   | Monika Schäfer            | BR Deutschland |            |
| DNF   | Angélica de Almeida       | Brasilien      |            |
| DNF   | Susan Stone               | Kanada         |            |

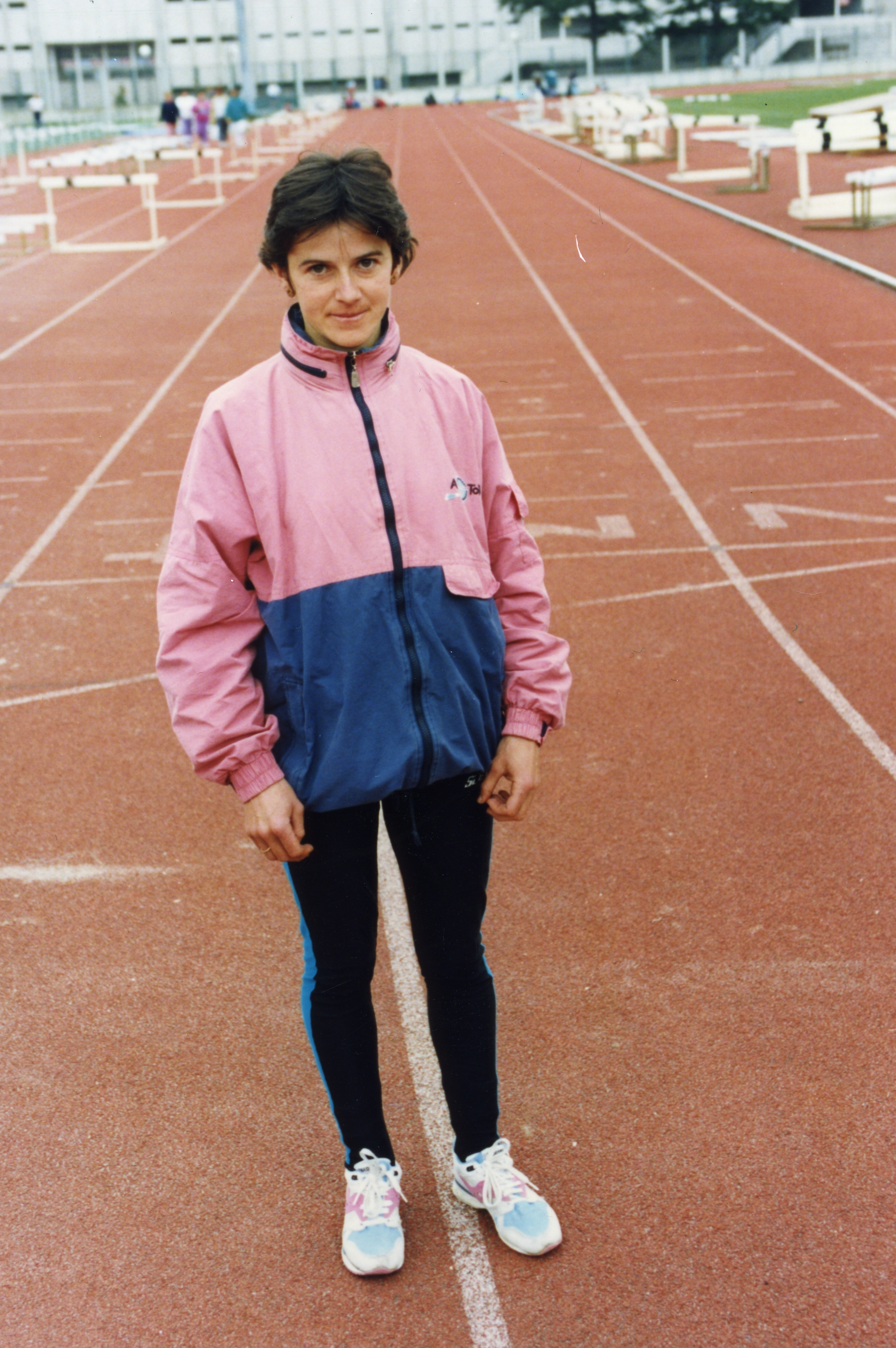
Maria Luisa Irizar – Rang neunzehn
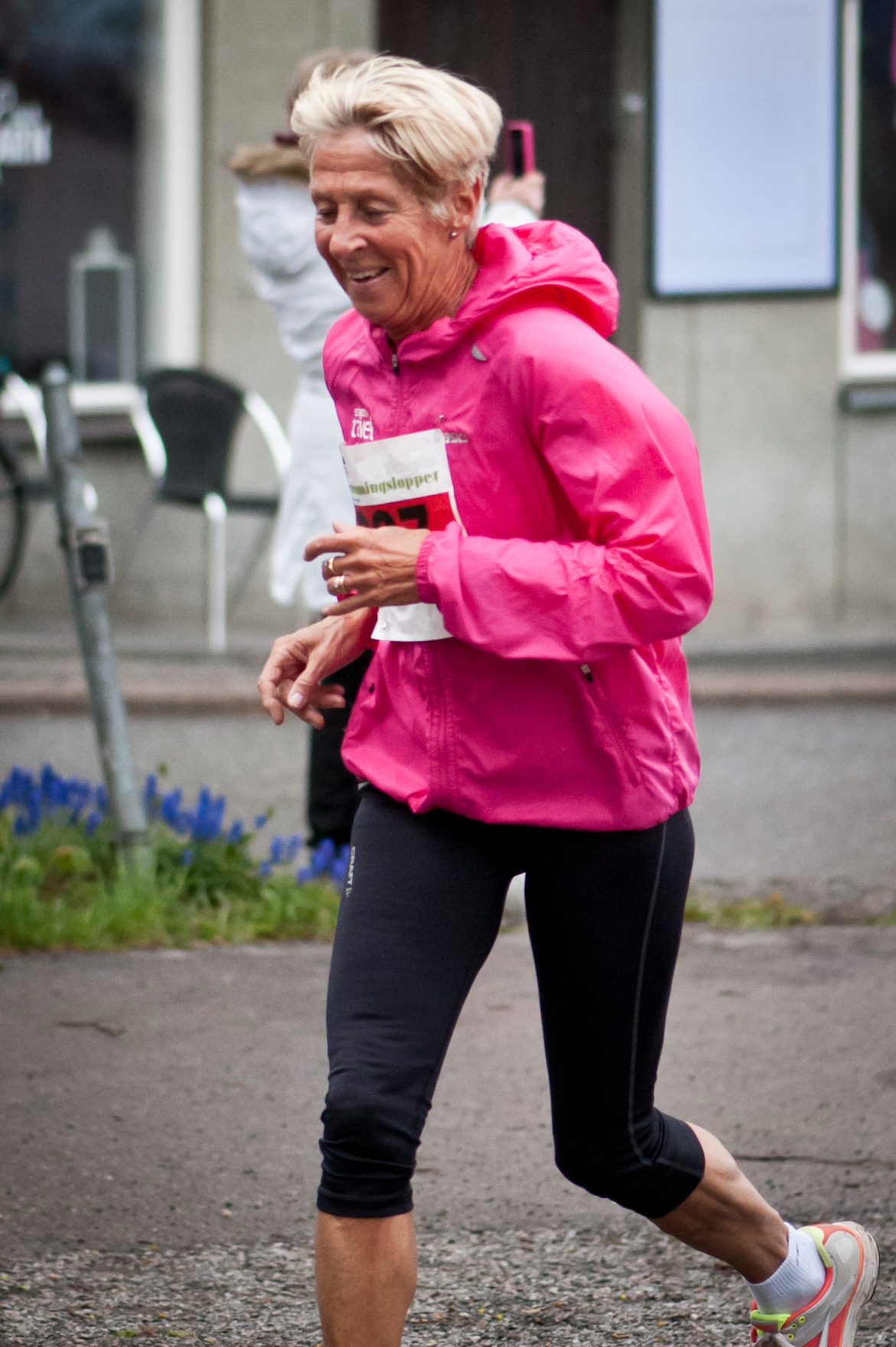
Evy Palm (im Jahr 2012) – Rang 21
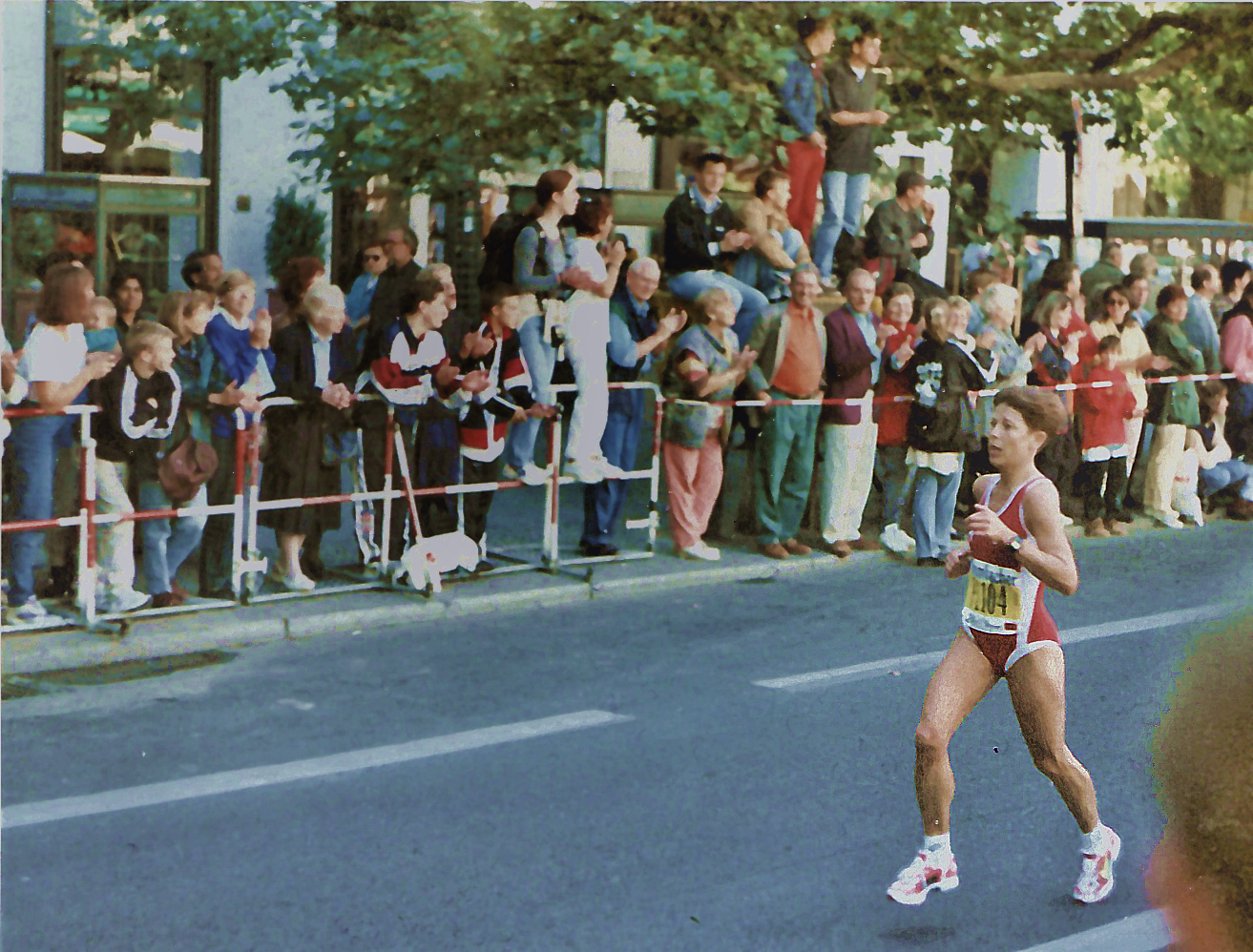
Renata Kokowska (Berlin-Marathon 1997) – Rennen nicht beendet